# Rhizophora
Rhizophora és un gènere de plantes amb flor de la família Rhizophoraceae.

## Particularitats
Són arbres dels manglars, també coneguts genèricament com a mangles veritables
L'espècie més notable és el mangle roig (Rhizophora mangle). Tenen rels aèries que aixequen l'arbre per sobre de la superfície permetent la respiració. Les espècies de Rhizophora viuen generalment a les zones de als baixos de marea fangosos que són inundades diàriament per l'aigua marina. S'han adaptat molt bé a aquest entorn i tenen un sistema citològic que actua com una mena de "bomba d'aigua" cel·lular que permet l'eliminació de l'excés de sal a les cèl·lules.

## Taxonomia
- Rhizophora apiculata – bakauan lalaki (Filipines) bakau minyak
- Rhizophora × lamarckii (R. apiculata × R. stylosa)
- Rhizophora mangle – mangle roig, tongo (Tonga)
- Rhizophora mucronata Lam.
- Rhizophora racemosa
- Rhizophora × selala (Salvoza) P.B.Tomlinson (R. mangle × R. stylosa)
- Rhizophora stylosa Griff. – mangle tacat, bakauan bato (Filipines)